# Éthique militaire
L'éthique militaire ou éthique de la guerre est un ensemble de pratiques et de discours visant à guider les forces armées et leurs membres afin qu'ils agissent de façon conforme à des valeurs et à des normes, et à préciser au regard de l’ensemble de la citoyenneté ces valeurs de référence.
L’humanité a organisé des guerres au long de 5 000 années. Au cours de tout ce temps elle a aussi essayé, avec peu de succès, de créer des régimes capables soit d’enrayer la guerre soit de limiter ses effets destructeurs. L’éthique militaire traditionnelle, et notamment la Doctrine de la guerre juste, s'occupe des questions relatives aux justifications données pour utiliser la force (« jus ad bellum » ou droit à la guerre), de ce qui peut se justifier de faire dans le contexte de l'usage de cette force (« jus in bello » ou droit dans la guerre) et enfin les questions liées à la reconstruction après la guerre (« jus post bellum »). Une vision alternative place son attention dans le rôle des militaires avant tout dans la construction progressive de la paix, en tant qu'état (inachevé) de justice sociale à caractère multidimensionnel (économique, juridique, politique, culturel, religieux, symbolique, etc.) qui doit toujours conditionner la résolution des conflits par des voies autres que violentes.
Les forces armées nationales et multinationales doivent avoir un rôle d'abord préventif et dissuasif. Leur engagement peut devenir inéluctable, en dernier recours, en particulier face à un génocide, toujours dans le cadre d'un droit des conflits armés qui est peut-être à actualiser et sous mandat du Conseil de sécurité des Nations unies.

## Théorie de l’éthique militaire

### Justification de l’existence des armées
L’éthique militaire repose tout d’abord sur une contradiction : « La profession militaire c’est la seule dont la fonction fondamentale est immorale. L’éthique militaire est un paradoxe, qui essaye de mettre en liaison les deux concepts antithétiques de la moralité et l’assassinat ».
Plusieurs courants affichent des positionnements différents. Les utilitaristes considèrent que l’existence des armées doit être justifié dans un monde imparfait où il faut se défendre et assurer la sécurité des siens face aux ennemis extérieurs, de même que la police est considérée nécessaire pour assurer la sécurité face aux crimes à l’intérieur d’un État.
Les pacifistes radicaux nient toute justification à l’existence des armées. Pour eux, la guerre est un mal moral dans tous les cas, ou dans certains cas (par exemple les pacifistes nucléaires).
Un autre type de pacifisme moins idéaliste considère que plutôt qu’entre guerre et paix, le choix repose-t-il entre, d’une part une conception du monde selon laquelle le sens de la politique est la lutte elle-même et, d’autre part, la conviction que tout pouvoir n’a de justification que s’il se donne pour objectif premier le respect de l’homme et de sa dignité, la réalisation des conditions les meilleures pour son épanouissement et le développement de ses potentialités. Ainsi, face au choix réaliste de comprendre le monde et agir en conséquence, comme si l’être humain était violent par nature, ce qui n’a pas du tout non plus été démontré, l’alternative de cette “utopie réaliste” au sens où Emmanuel Kant l’entendait, c’est d’agir comme si la paix existait, en œuvrant ainsi à sa fondation.
Le sujet de la légitimité des armées - L’une des premières questions auxquelles l’éthique militaire essaye de répondre est celle du sujet dont émane la légitimité des armées. Par exemple, Davenport affirme que les militaires professionnels doivent faire clairement la distinction entre les intérêts de l’état-nation ou le gouvernement de l’état et ceux de l’humanité, pour y établir une priorité en faveur des derniers.
Jean-Rene Bachelet y contribue aussi moyennant une conceptualisation de l'éthique militaire qui soit en consonance avec l'exigence d’un « principe d'humanité ». Ainsi, l'auteur définit ce principe de la façon suivante : «Tous les hommes, quels que soient leur race, leur nationalité, leur sexe, leur âge, leur opinion, leur religion, appartiennent à une commune humanité et chacun a un droit imprescriptible au respect de sa vie, de son intégrité, de sa dignité.. » Ce principe, qui se situe au cœur du bien commun de notre monde désormais global, se décline sous trois aspects :
- l’universalité de l’homme
- la valeur de la personne humaine, de sa vie, de son intégrité, de sa dignité
- l’exigence que nous avons d’œuvrer pour un monde meilleur.

### La «doctrine de la guerre juste»
La doctrine de la guerre juste est un modèle de pensée et un ensemble de règles de conduite morale définissant à quelle condition la guerre est une action moralement acceptable. La doctrine de la guerre juste peut être divisée en trois catégories :
- Le « Jus ad Bellum » : concerne particulièrement le droit de partir en guerre ou conflit, le droit de la déclarer ; (du latin ad : vers, à).
- Le « Jus in Bello » : concerne la justice du comportement des différents intervenants pendant le conflit.
- Le « Jus post Bellum » : concerne la phase terminale et les accords de paix qui doivent être équitables pour toutes les parties.

La doctrine de la guerre juste trouve son origine dans la pensée de Saint Thomas d'Aquin, de Saint Augustin et de Francisco de Vitoria (1480-1546). Saint Augustin considère nécessaire la défense des États même moralement imparfaits, face à l’alternative du chaos, qu’il connaît bien pour avoir vécu les temps des invasions barbares dans l’Empire romain. L’engagement dans ces guerres se justifie pour le penseur seulement par une agression première des autres c’est-à-dire une violation de la paix.
Après les traités de 1648, l’ensemble de la pensée chrétienne médiévale à propos de la guerre juste se transforme en une version séculaire de cette théorie. Le « jus ad bellum », les raisons d'aller en guerre, sont de plus en plus définies en termes de la défense des principes gémeaux du nouveau système international : intégrité territoriale et souveraineté politique des états.

### Droit à la guerre («Jus ad bellum»)
Pour le courant réaliste, la guerre est considérée comme un mal qui seulement peut se justifier moralement dans le cas où il y sert à éviter un mal majeur. Quand il y a « bonne intention », la guerre est considérée non plus comme un mal inévitable mais comme un usage légitime du pouvoir. Par « bonne intention » les partisans du réalisme entendent seulement une cause juste qui soit assez consolidée et que toute autre motivation telle qu’un intérêt économique, ethnique, pour l’obtention de ressources, etc. soit visiblement écartée.
Les utilitaristes défendent le même point de vue. Un exemple est celui des victimes civiles innocentes allemandes au long de la Seconde Guerre mondiale, dont le nombre était mineur en comparaison avec les victimes réelles et potentielles des politiques d’agression, torture et génocide systématiques menés à terme par le régime nazi. L’utilitarisme ne justifie pas la non-proportionnalité, c'est-à-dire l’usage d’armes disproportionné par rapport aux moyens défensifs de l’ennemi.
Un document des Nations unies intitulé « UN High Level Panel Report on Threats, Challenges and Change » propose quelques conseils sur les circonstances qui peuvent légitimer une guerre. Cinq critères fondamentaux de légitimité sont retenus : (a) Gravité de la menace (b) Légitimité du motif (c) Dernier ressort (d) Proportionnalité des moyens (e) Mise en balance des conséquences. À cela on ajoute un mandat émanant du Conseil de sécurité qui autoriserait l’usage de la force pour toute guerre qui serait déclarée officiellement.
(a) Gravité de la menace : « La nature, la réalité et la gravité de la menace d’atteinte à la sécurité de l’État ou des personnes justifient-elles de prime abord l’usage de la force militaire ? en cas de menaces intérieures, y a-t-il un risque de génocide et autres massacres, de nettoyage ethnique ou de violations graves du droit international humanitaire, effectifs ou imminents ?
(b) Légitimité du motif : parmi les motifs « légitimes » les plus mentionnées on trouve autodéfense, défense d’autrui, résistance face à une agression, protection d’innocents face à des régimes agressifs et brutaux, et punition des erreurs graves encore non sanctionnées ou réparées.
(c) Dernier ressort : un État peut avoir recours à la guerre seulement s’il a épuisé toutes les alternatives non-violentes et/ou pacifiques plausibles de résolution du conflit en question, notamment la diplomatie.
(d) Proportionnalité des moyens : ne pas appliquer de moyens au-dessus du nécessaire pour réussir son objectif. La violence engagée dans le conflit doit être proportionnelle à l’objectif recherché. Tout État qui veut engager une guerre doit au préalable comparer les biens obtenus par toutes les parties (son armée, l’armée ennemie et des tierces parties), aux maux qui en résulteront aussi pour tous, notamment les victimes.
(e) Mise en balance des conséquences : un État ne doit s'engager dans une agression que s'il considère qu’il existe des possibilités de réussir. La probabilité de succès doit être plus forte que les dommages imposés. L’objectif serait d’empêcher toute violence inutile et le but de l’intervention armée doit être de rétablir la paix. Cela dit, le droit international ne comprend pas ce point car il est favorable aux États les plus puissants en détriment des moins puissants.
(f) Autorité légitime et déclaration publique : le document de Nations unies parle d’un mandat émanant du Conseil de sécurité. L’autorité légitime « appropriée » selon les tenants de la Doctrine de la guerre juste, doit être spécifié dans la constitution du pays concerné, et peut être souvent le pouvoir exécutif, et cela indépendamment de son caractère démocratique ou pas. Néanmoins, Davenport affirme que les militaires, tout au long de l’histoire, ont été tentés de croire qu’ils avaient plus d’expérience que les citoyens à qui ils rendent service, avec des résultats néfastes. Pour ce spécialiste de l’éthique militaire, la décision d’engager une guerre ne peut pas donc venir des gouvernements mais des responsables de la nomination et de la destitution des gouvernements, c'est-à-dire, dans le cas des États-Unis, le peuple et leurs représentants. »
La vision traditionnelle sur la fonction et la mission du corps militaire est qu’elle consiste à faire la guerre. Néanmoins Richard T. DeGeorge affirme que cela est seulement vrai en partie, car la fonction la plus appropriée serait tout d’abord de garder la paix, et en conséquence ne s’engager que dans de missions dissuasives et défensives. Dans ce sens toute guerre d’agression serait moralement injustifiée.
C’est cette vision qui se trouve à la base du concept de dissuasion. Ainsi, une armée plus puissante ou égale dissuade une autre plus petite d’engager tout acte d’agression. Ce point peut aider à légitimer l’existence même des armées et cela n’empêche pas que cette dissuasion s’accompagne d’un effort de réduction des effectifs des armées et de leur influence (entamer des processus de désarmement proportionnels dans la mesure du possible).

### Droit dans la guerre («Jus in bello»)
Le « droit dans la guerre » a pour objectif de soulager, en temps de guerre, le sort des militaires blessés et des prisonniers, des populations civiles et des biens. Il porte l’espérance, certes contradictoire par nature, de préserver ce qui peut être de la morale universelle dans un état qui se situe hors des normes morales. Le « jus in bello » a été formulé depuis 150 ans et est en constante évolution. Au cœur du « jus in bello » se trouvent les conventions de Genève de 1949. Voici quelques principes de conduite dans la guerre :
Discrimination  : ce principe établit que seules les personnes qui sont effectivement impliquées dans une guerre, peuvent être ciblées en tant qu'objectifs militaires. Toutes les autres personnes sont considérées comme innocentes, et doivent donc rester à l'abri de toute attaque. Cela dit, dans le cadre de la doctrine de la guerre juste on accepte hélas souvent cyniquement que « lorsque des personnes innocentes meurent comme conséquence secondaire d'une opération militaire considérée comme légitime, ils deviennent partie de l'épouvantable coût de la guerre ; à regretter bien sûr, mais qui doit être admissible, compte tenu du contexte ». Pourtant, pour les courants critiques de la Doctrine de la guerre juste, cette manière de penser est à bannir absolument. D’un autre côté, une nouvelle difficulté se présente avec les interventions de type guérillas où il est difficile de faire la distinction entre civils et militaires. Mais les critiques voient dans cela un nouveau moyen de justification et y opposent le caractère fondamental du principe de discrimination.
Immunité des non-combattants : la plupart des experts sont d’accord sur la valeur inviolable de ce principe qui dit qu'il est totalement interdit de tuer des civils, sauf comme moyen d’autodéfense et seulement quand c'est vraiment nécessaire. En revanche, des différences émergent lorsqu’on parle des non-combattants tués en tant que dommage collatéral, un euphémisme pour cacher l'absence de préoccupation pour les pertes civiles, voire les attaques préméditées sur des objectifs civils.
Le « droit dans la guerre » est lié pour certains à la conscience et à l’appréciation individuelles sur la guerre ou sur une guerre concrète. L’engagement individuel et même collectif mérite un rôle plus important dans l’organisation d’un acte belliqueux, de celui qui lui est réservé par le commandement militaire. Gal considère que la complexité et l’ambiguïté liées à la “justesse” de certaines guerres, à la légitimité de l’usage de la force et aux règles de cet usage, font de l’engagement critique, au lieu de l’obédience irréfléchie, une modalité préférable de comportement militaire.
Dans la même ligne, Davenport affirme que les militaires professionnels (qui différent, selon l’auteur, des assassins à la solde, par la primauté de leur obédience à des valeurs morales) ne peuvent pas justifier des actions destructrices contre des ennemis civils seulement parce que ces actions peuvent profiter à leurs propres intérêts ou même à ceux des citoyens de leur pays. Le soldat est obligé selon le droit militaire à « promouvoir la sécurité et le bien-être de l’humanité » et cette obligation passe devant les obligations envers l’État particulier qui l’emploie ou dans un sens plus large, les citoyens de cet État, qui ne représentent qu’un fragment particulier de cette humanité.
Pour DeGeorge, l’acte d’obéir implique d'accomplir les ordres qu’on a reçus par un supérieur, tout en observant en même temps son propre critère moral. De cette façon, on n’est pas moralement obligé à accomplir un ordre qui comporte un acte immoral, tel que tuer des innocents. En même temps, en tant que supérieur on a l’obligation de ne pas dicter des ordres illégitimes parce qu’immoraux. Enfin, on ne peut pas dicter un ordre sans vouloir se responsabiliser de comment cet ordre est porté à terme (notamment quel type d’armes on utilise et quelle est le nombre de victimes et de dégâts, peut-être non nécessaires, des deux côtés).
Wakin et Kempf se questionnent et décrivent les voies de protestation morale des officiers de l’armée américaine face à une demande d’exécution d’un ordre qui est contraire à leur conscience morale, (tel que tuer des prisonniers ou des civils, empoisonner des puits, brûler des logements civils, etc.) et dans le cadre du respect des valeurs démocratiques et de la cohésion de l’armée. Les auteurs parlent des alternatives possibles à l’exécution des ordres immoraux telles que la démission, le refus d’exécution, la demande de transfert en signe de protestation et l’appel à une autorité de rang supérieur à celle qui transmet l’ordre. Les auteurs critiquent le fait que l’armée américaine, à la différence des Britanniques et des Français, n’ait jamais développé une doctrine de résistance morale face aux ordres moralement inacceptables.
Un niveau supérieur de contestation de la justesse des guerres est celui de l’objection de conscience. La tolérance officielle envers l’objection de conscience généralisée est bien établie dans la majorité des États occidentaux. En comparaison, les objecteurs de conscience sélective (ceux qui s’opposent à s’engager dans certaines guerres parce qu’ils considèrent que celles-ci sont injustes) non seulement ne sont pas acceptés en tant qu’objecteurs mais ils peuvent, dans certains pays, être jugés pour désobéissance. Il existe plusieurs exemples d’objection de conscience sélective comme celui constitué par les réservistes objecteurs de l’armée israélienne aux différents conflits auxquels ce pays a participé, ou dans l'armée allemande où la Cour fédérale administrative de Leipzig a reconnu en 2005 le droit d’objection de conscience sélective à un commandant qui avait refusé d’exécuter des missions de soutien logistique aux forces américaines engagées en Irak.
D’un autre côté, l’absence de conscience morale chez les militaires fait compagnie au carriérisme. Par carriérisme dans la sphère militaire on entend le non-questionnement des ordres des supérieurs qui sont contraires à la morale des propres exécuteurs, par peur d'être mal noté, de compromettre son avancement ou perdre son poste. Comme alternative, DeGeorge a proposé un code éthique pour les officiers de l’armée des États-Unis, dont voici les points fondamentaux :
- « Je préfère la paix à la guerre, et je constate que le corps militaire accomplit son rôle plus efficacement lorsqu’il dissuade et en conséquence prévient la guerre, plutôt que quand il s'engage dans la guerre.
- Je suis le plus prudent possible dans l'usage de la force, en m'en servant uniquement en tant que de besoin pour remplir ma mission.
- J’obéis à tous les ordres légitimes et seulement aux ordres légitimes.
- Je me souviens toujours que ceux qui sont sous mes ordres sont des personnes morales dignes de respect et je ne leur donne pas des ordres immoraux.
- Je suis responsable des ordres que je donne et de la façon dont ces ordres sont mis en œuvre.
- Je ne demanderai jamais de faire, à ceux qui sont sous mes ordres, ce que je ne ferai jamais dans la même situation[18]. »

Enfin, certains études scientifiques montrent que le développement de conduites violentes et immorales chez les soldats n’a pas pour seule origine le cadre violent et de tension extrême des conflits armés, mais aussi l’organisation hiérarchique elle-même. Lorsque les militaires n’ont pas assez d’autonomie et ne peuvent pas soumettre les ordres qu’ils reçoivent à leur propre critère moral, ils développent des attitudes telles qu'excès de conformité, manque d’innovation, pensée de groupe et même plus de cas de conduites pathologiques ou illégales en comparaison avec la moyenne.

### Droit après la guerre («Jus post bellum»)
Il faut faire la distinction ici entre la stricte reconstruction des conditions existantes avant le début d’une conflagration, ce qu’on conviendra d’appeler le « jus post bellum », et la construction permanente de la paix, qui englobe le « droit après la guerre » mais aussi les conditions d’une « éthique pour la paix durable » c’est-à-dire l’établissement dans la durée des conditions économiques, culturelles, politiques, juridiques, éducationnelles, médiatiques… nécessaires à la résolution pacifique, juste et démocratique des conflits lorsque ceux-ci se profilent à l’horizon. On traitera d'abord la « jus post bellum » et plus loin, globalement, la construction d’une paix durable.
Plusieurs éléments actifs constituent la « jus post bellum », parmi lesquels :
Soutien aux victimes - Construire la paix c’est un processus qui commence déjà avant de la fin de la guerre, tel que le montrent des exemples concernant les activités de soutien économique et psychologique de plusieurs organisations au long des guerres de l’ex-Yougoslavie, la vitalité de la société civile palestinienne, etc.
Démobilisation et réinsertion des combattants - La réinsertion ne doit pas se limiter à la seule démobilisation mais doit intégrer de véritables programmes d’insertion dans la société et de participation à la vie politique, dans le cas des guérillas ou des factions similaires. Des exemples de démobilisation réussie ont eu lieu en Sierra Leone pour les enfants soldats ainsi que pour les jeunes miliciens après la guerre civile libanaise
Stratégies de réconciliation - « Pour mettre fin à un conflit interne ou international, ou passer d'une dictature à une démocratie, la question de la réconciliation s'est toujours trouvée au centre des processus de transition ou de paix. Le plus souvent, en Amérique latine, des lois d'amnistie ont été adoptées dont la conséquence a presque toujours été d'assurer une impunité de fait aux auteurs des plus graves violations des droits de l'homme. Ces textes juridiques considèrent que la réconciliation nationale ne peut se faire sans un pardon préalable. Cela suppose que les auteurs des crimes soient identifiés, et que la souffrance des victimes et de leurs proches soit reconnue ».
Mémoire, réparation, justice -
Le procès de Nuremberg fut intenté contre 24 des principaux responsables du régime nazi, accusés de complot, crime contre la paix, crime de guerre et crime contre l'humanité. Il se tint à Nuremberg de novembre 1945 à octobre 1946. Selon l’avis de beaucoup d’experts, le fait d’appliquer le « jus post bellum » était la condition préalable à la réconciliation et la réinsertion de l’Allemagne dans la communauté des États (de l’occident).
« L'action contre l'impunité est fondamentale pour guérir la mémoire. Dans le cas de la guerre de Bosnie, et d'autres conflits atroces, comme au Rwanda ou en Somalie, il est fondamental que soient jugés les criminels de guerre et les idéologies criminelles. Pour ne pas confondre tout un peuple avec les dirigeants qui ont pu l'entraîner dans des dérives meurtrières, il est primordial que des moments d'histoire soient jugés, et que l'on puisse condamner des faits, des individus, une idéologie, de façon à permettre une guérison.
On voit l'importance que cette question de l'impunité revêt en Amérique Latine où les violations des droits de l'homme ont été massives : un véritable processus de reconstruction de la société, après une période de dictature ou de guerre, n'est possible que lorsque les victimes d'un système condamné auront été reconnues en tant que telles. Même si tous les criminels et les tortionnaires ne sont pas sanctionnés, il est important que la mécanique dont ils ont été les instruments soit analysée et condamnée en tant que telle, pour permettre une réappropriation de la mémoire, et aussi peut-être pour permettre aux victimes de pardonner. On ne pardonne jamais quelque chose qui a été gommé. C'est le drame de l'Uruguay, de l'Argentine ou même du Chili, où il existe, de la part des nouveaux pouvoirs en place, une volonté de tourner la page, et de faire comme si on pouvait tout effacer et redémarrer ».
Dans ce contexte, il faut citer tout d’abord la réparation morale, qui a lieu dans certains cas grâce aux Commissions de vérité et de réconciliation (Afrique du Sud, Chili, El Salvador, etc.). Par exemple, dans le cas chilien, la « Commission nationale de vérité » a reconnu et chiffré les crimes commis, et réhabilité les victimes en restaurant leur dignité personnelle et en demandant pardon à leurs familles. En revanche, elle n’a pas pris en compte l’identification des criminels ni fait la lumière sur le sort des disparus. Il y a eu des réparations matérielles, avec plusieurs types d’indemnisations : un régime de pensions pour les familles des victimes qui n’ont pas survécu à la répression ; le droit de bénéficier gratuitement de prestations médicales et des avantages pour les enfants et les familles dans les domaines de la santé et de l’éducation.
« Assumer la mémoire de l'Autre en tant que sienne, c'est donner naissance au concept d'une histoire commune, où la violence, subie et dispensée, apparaîtrait rétrospectivement comme l'une des figures de l'interdépendance et du déchirement. À cet effet, la capacité des partisans de la paix à « penser pour deux », c'est-à-dire à intégrer l'ex-ennemi en tant que composante de l'être collectif commun conditionne dans une large mesure leur chance de transformer l'état de non-belligérance en État de paix véritable ».

### Construction de la paix et art de la paix. Le rôle des militaires
La construction de la paix n’est pas seulement du ressort des traités et du droit international qui prétendent interdire la guerre, mais aussi de l’ensemble des dimensions sociales sur lesquelles il faut agir non seulement pour prévenir la dérive violente des futurs conflits, mais aussi pour semer un état de sensibilité et de conscience collective qui soit habitué à la prise de décision à tous les niveaux, par le dialogue et le respect de l’autre, de la justice et de la démocratie. L’objectif de cet art de la paix est donc d’aller au-delà de la violence en tant que mal propre à la nature humaine, contournable mais pas facilement, qui est à l’origine des guerres, et y substituer une culture alternative de résolution pacifique des conflits. « Il s’agit d’un projet bien plus complexe renvoyant à la nécessité du « vivre ensemble » à l’échelle planétaire et par là-même au défi de parvenir à gérer les différences, la diversité et l’hétérogénéité intrinsèques à l’espèce humaine».
Le rôle des militaires dans le maintien de la paix et dans la reconstruction - La gestion des conflits en amont et la maîtrise des crises qui risquent de tourner en conflits armés, mais surtout la reconstruction de la paix après la séparation des belligérants doivent nécessairement se faire en étroite collaboration entre organisations militaires et les ONG et avec les médias, pourvu que cette collaboration soit possible au-delà de toute méfiance et de toute subordination des uns aux autres. Cette collaboration est pour Cot, probablement, la meilleure voie d’implication des militaires dans la construction de la paix. Toutefois les militaires ne doivent pas faire le travail des humanitaires, sauf quand ils sont les seuls à le pouvoir, quand la sécurité des actions humanitaires ne peut pas être assurée.
La primauté citoyenne dans la défense en démocratie - Du point de vue du discours non-violent, « La défense de l’État de droit ne repose pas d’abord sur la mobilisation des militaires, mais sur la mobilisation des citoyens. De ce point de vue, il importe de démilitariser les concepts de paix et de défense, car si la technologie militaire précède, supplante et finit par évacuer la réflexion politique, ce n’est plus le citoyen qui est l’acteur de la défense, mais l’instrument technique, la machine militaire, le système d’armes. Il importe que les citoyens prennent conscience du danger que représente pour la démocratie cet « intégrisme technique » et récusent l’idéologie sécuritaire qu’il véhicule, afin de se réapproprier leur propre rôle dans la défense de la démocratie. La défense doit être d’abord civile, c’est-à-dire qu’elle doit être d’abord organisée dans le cadre des institutions de la société politique et des organisations de la société civile qui permettent aux citoyens l’exercice de leurs droits et de leurs libertés. Si l’objet de la défense est la démocratie, l’acteur de la défense est le citoyen parce qu’il est l’acteur de la démocratie. (…) Plus les citoyens d’un pays auront le sentiment de vivre dans une société qui leur rend justice, plus ils seront motivés pour défendre cette société contre les menaces qui pèsent sur elle. De même, plus ils participeront effectivement à la gestion politique et économique du pays, plus ils seront préparés à défendre la société contre une éventuelle agression. Ainsi le choix de la défense civile non-violente constitue-t-il un pari sur la démocratie. Il ne peut être fait que par une société démocratique, et il ne peut être accepté que par un gouvernement démocratique. »
La défense civile non-violente et la proposition d’un scénario de « transarmement » - « La défense civile non-violente peut être considérée comme alternative aux défenses militaires. Mais une telle conception des choses présupposerait qu’un pays décide de renoncer à toute forme de défense armée pour ne faire reposer sa sécurité et son indépendance que sur la préparation et, le cas échéant, sur la mise en œuvre de la défense civile non-violente. Compte tenu de l’ampleur des changements culturels, politiques et stratégiques que ce choix impliquerait, une telle hypothèse ne peut être envisagée à court ni à moyen terme. La valeur d’une alternative se juge aussi à sa capacité à rendre possible un processus cohérent de transition et une dynamique de changement. Dans ce processus de transition que nous appelons « transarmement », les différentes formes de défense militaire et la défense civile devront coexister, même si cette coexistence peut apparaître conflictuelle. Mais, dès à présent, la préparation et l’organisation d’une défense civile non-violente constitueraient une valeur ajoutée à la dissuasion globale de notre pays qui pourrait s’avérer décisive. Tout ce qui renforce l’affirmation de notre volonté de défense et tout ce qui augmente notre capacité de résister contre une éventuelle agression amplifie l’effet dissuasif de notre défense ».
La recherche de la sécurité commune - La paix militaire repose généralement sur la menace de « destruction mutuelle ». Cet équilibre des terreurs militaires est fragile ; il pourrait être déstabilisé soit par un simple incident technologique, soit par une crise politique majeure. Car alors, chacun des deux adversaires pourrait craindre une action préventive de l’autre. Cette crainte réciproque est de nature à précipiter un affrontement armé entre les États rivaux. Face à ce risque déraisonnable et démesuré, les peuples et les nations sont mis au défi de construire la paix non par la menace d’une « destruction mutuelle » mais par la recherche d’une « sécurité commune ». Celle-ci n’est pas fondée sur la confiance réciproque ; elle ne consiste pas à prétendre déjà faire de l’ennemi un ami. Elle prend appui sur le fait que notre adversaire a autant besoin d’être en sécurité que nous-mêmes et que, par-delà nos défiances réciproques, nous avons le même intérêt vital à assurer notre défense par des moyens qui n’impliquent pas le risque de nous détruire ensemble. Le concept de sécurité commune n’est pas d’abord militaire mais politique. Il ne s’agit pas d’abord de préparer la guerre les uns contre les autres, mais de construire la paix ensemble.
Pourtant, il existe des concepts et des politiques de « mise en confiance réciproques ». Ainsi, pour compléter le concept dissuasif et contrôler les risques de conflits, les États membres de l'Organisation pour la sécurité et la coopération en Europe ont signé les Documents de Vienne des négociations sur les mesures de confiance et de sécurité.
Dans cette perspective, la sécurité commune nous conduit à faire reposer notre défense non plus sur une dissuasion « agressive » mais « défensive ». Il ne s’agit plus de dissuader en menaçant l’adversaire de destructions inacceptables, mais en le persuadant que nos moyens de défense feraient échouer toute tentative d’agression, et que son entreprise aurait toute chance d’être largement déficitaire. Ainsi, une telle dissuasion permet-elle au décideur de se tenir dans une « posture défensive » qui ne peut susciter aucune crainte chez l’adversaire tant qu’il restera chez lui. Dès lors, si une crise survient, les États rivaux se trouvent dans une position stratégique qui facilite grandement le maintien du conflit sur le terrain politique où il doit trouver sa solution.
Penser la paix – « Le moment est venu de rompre définitivement avec l’idée que si nous voulons la paix, nous devons préparer la guerre. Nous devons prendre le risque de penser et de dire : si nous voulons éviter la guerre, nous devons construire la paix. Nous sommes mis au défi de penser la paix. Probablement les Hommes seront-ils encore nombreux à préférer les risques de la violence à ceux de la non-violence. Pourtant, la tâche qui s’impose aux Hommes raisonnables est de réinventer la paix, en sachant qu’elle n’est pas tant à défendre qu’à construire, mais en sachant également que construire la paix, c’est toujours affronter des conflits et se mobiliser pour les résoudre par des moyens pacifiques, c’est-à-dire non-violents. Ce que nous avons également définitivement appris, c’est que la paix ne peut être fondée que sur la démocratie et que celle-ci est fondée sur la capacité des citoyens à se mobiliser pour construire et, le cas échéant, pour défendre l’État de droit ».

## L’éthique militaire face aux conflits duXXIesiècle

### Les conflits duXXIesiècle
Après la chute du mur de Berlin les conflits se caractérisent par leur accélération et par leur intensification. Cot observe « un certain apaisement des tensions et des guerres interétatiques avec, en contrepartie, une multiplication des conﬂits intra-étatiques. Le relâchement brutal de la tension et de la violence retenue entre l’Est et l’Ouest semble libérer d’autres forces contenues, non pas seulement en Europe balkanique et dans le Caucase mais partout dans le monde où les deux grands se marquaient au plus près, souvent par clients ou mercenaires interposés (…) »
« La conflictualité des années 1980 (…) était « enquistée » : les choses ne pouvaient prendre beaucoup d'ampleur, ni régionalement, ni en termes d'armement. La conflictualité était ainsi maintenue au niveau de guerres dites de « basse intensité ». L'armement restait généralement individuel et léger (…) Aujourd'hui, on ne contrôle plus les moyens violents donnés aux belligérants (…) Cela est d'autant plus vrai que ces conflits mêlent, non des enjeux locaux et des enjeux planétaires comme durant la période de Guerre froide, mais des enjeux locaux et des enjeux régionaux » d’auprès le compte-rendu de la journée de travail sur la prévention des conflits.
Voici quelques types de conflit armé qui se développent ou dont la menace subsiste au XXIe siècle (le terrorisme est traité dans une section à part) :
Les guerres civiles – Jusqu'au début du XXe siècle, la guerre civile est considérée comme une affaire strictement intérieure qui ressort du domaine réservé de l'État concerné, qui a de fait et de droit toute latitude pour traiter comme bon lui semble les factieux, en considérant par exemple les rebelles en armes comme de simples criminels et leur appliquer son droit pénal. La guerre d'Espagne notamment avait démontré l'insuffisance des outils juridiques internationaux s'appliquant aux guerres civiles. En 1949, on s'oriente donc, avec les Conventions de Genève, vers l'application de garanties humanitaires minimales aux conflits armés non internationaux. Le Protocole additionnel II aux Conventions de Genève de 1977 a pour objectif l’application des règles principales du droit des conflits armés aux conflits non internationaux. Il protège les personnes ne participant pas au conflit, interdit les attaques dirigées contre la population civile ou les biens indispensables à sa survie, donne des droits aux détenus en relation avec le conflit et interdit les déplacements forcés de populations (voir Guerre civile).
Les conflits de basse intensité - Les conflits de basse intensité impliquent le déploiement et l’utilisation de troupes lors de situations qui différent des guerres classiques. Généralement il s’agit d’opérations contre des acteurs non étatiques et celles-ci peuvent consister à des actions de contre-insurrection, anti-subversion, et maintien de la paix. Certains, comme Noam Chomsky, voient les opérations de basse intensité comme une forme de terrorisme.
Les conflits modernes de haute intensité - se caractérisent par l'emploi des forces armées engageant toute la gamme des armements modernes (de destruction comme aviation de combat, troupes blindées, missiles, etc.), mais excluant sciemment la spirale nucléaire… Ce scénario, mis au placard pendant la guerre froide, est malheureusement revenu sur la scène des règlements de conflits, au moins par phases et même en Europe (guerres des Balkans, Géorgie, Irak, etc.).
La guerre nucléaire - appelée aussi « guerre totale », dans laquelle il n’y aurait pas de discrimination entre combattants et non combattants. Une guerre qui pourrait entraîner la destruction de l’humanité, ne peut jamais être considéré comme une guerre juste. Elle ne peut pas satisfaire les conditions de bonne intention, proportionnalité, utilisation correcte des moyens, etc. Un tel résultat doit être considéré par tous les agents rationnels comme un grand mal physique et moral. La « guerre totale » doit être évitée voire empêchée.

### Terrorisme et réponse au terrorisme
Il est généralement admis que le terrorisme est une arme des faibles contre les forts (guerre asymétrique). Par ailleurs, comme le souligne Noam Chomsky, les États et institutions ont aussi recours à cette méthode (terrorisme d'État). Il existe quatre grands types de terrorisme : le terrorisme individuel, provoqué par des rebelles, des anarchistes, ou des nihilistes (admettant une liberté morale) ; le terrorisme organisé, prôné par des groupes défendant des idéologies différentes (ex : extrême gauche, extrême droite, islamisme…) ; le terrorisme d'État ; le cyber-terrorisme (voir Terrorisme).
L'article 33 de la quatrième Convention de Genève relative à la protection des personnes civiles en temps de guerre précise que « Les peines collectives, de même que toute mesure d'intimidation ou de terrorisme, sont interdites. [Ainsi que] le pillage… et les mesures de représailles.
Les conventions de l'ONU pour la répression du terrorisme donnent un cadre précis pour réprimer certains actes communément considérés comme des actes de terrorisme, tels que les détournements d'avions, la prise d'otage, ou les attentats à l'explosif, sans toutefois qualifier explicitement aucune de ces actions d' « acte de terrorisme » dans les textes.
« Il est parfois difficile de distinguer entre des actes de résistance et des actes de terrorisme, car les différents termes renvoient à une forme de légitimité « supposée » des objectifs politiques qui justifierait en partie les actes de violence commis. La perception de cette légitimité varie largement selon les protagonistes et observateurs ce qui complique grandement l'établissement d'une définition objective et acceptée universellement de la notion de terrorisme[réf. souhaitée]. »
Von Hort affirme que le concept de « guerre contre la terreur » place automatiquement les terroristes dans la catégorie d’acteurs de guerre et en conséquence en tant que combattants légitimes. L’auteur affirme que, pour combattre le terrorisme on peut parler de l’usage de la force militaire ou de lutte contre le terrorisme.

### Crimes et responsabilités
Dans une guerre on peut distinguer trois types de crimes : les crimes de guerre proprement dits, les crimes contre l’humanité et les crimes contre la paix.
Les crimes de guerre - Les crimes de guerre sont définis par des accords internationaux et en particulier dans le Statut de Rome (les 59 alinéas de l'article 8), régissant les compétences de la Cour pénale internationale (CPI), comme des violations graves des Conventions de Genève. Ceci inclut les cas où une des parties en conflit s'en prend volontairement à des objectifs (aussi bien humains que matériels) non-militaires. Un objectif non-militaire comprend les civils, les prisonniers de guerres et les blessés (voir Crime de guerre).
Les crimes contre l’humanité comprennent l'assassinat, l'extermination, la réduction en esclavage, la déportation et tout acte inhumain commis contre une population civile. Le crime contre l’humanité est défini à l’article 7 du Statut de Rome de la Cour pénale internationale, mais il demeure sujet à controverses (voir Crime contre l’humanité).
La notion de crimes contre la paix a été définie pour les Tribunaux militaires internationaux de l'après Seconde Guerre mondiale. Selon les Accords de Londres du 8 août 1945, un tel crime se définit par « la direction, la préparation, le déclenchement ou la poursuite d'une guerre d'agression, ou d'une guerre en violation des traités, assurances ou accords internationaux, ou la participation à un plan concerté ou à un complot pour l'accomplissement de l'un quelconque des actes qui précèdent ». La poursuite des personnes pour ce genre de crime ne concerne que les dirigeants d'un pays et les très hauts officiers militaires (voir Crime contre la paix). La notion peut être définie aussi comme Crime d'agression, si bien parfois la notion de crime contre la paix peut signifier, plus largement, la violation de la paix dans le monde.
Face à tous les types de crimes liés aux actions belliqueuses, le « droit dans la guerre » s’est constitué à partir, notamment, des Conventions de Genève de 1949. Les Conventions de Genève de 1949 sur la protection des victimes de guerre sont un grand ensemble de lois en vigueur, peut-être l’ensemble de lois le plus extensif et universel parmi le droit international, ratifiées universellement, si bien le nombre de pays signataires des protocoles additionnels est mineur et on compte des absences notoires comme les États-Unis. La plupart de leurs provisions ont caractère coutumier. Pourtant, Veuthey affirme que les Conventions de Genève ne sont pas toujours respectés et implémentés.
Les Conventions de Genève ont certainement des limitations, dont la plus importante est leur non-application aux armes de destruction massive. La non-application systématique des conventions et l’offensive du gouvernement Bush après le 11 septembre 2001, y compris, la façon impunie dont les Américains et leurs alliés ont torturé des prisonniers et ont attaqué des civils, ont fait penser certains intellectuels néoconservateurs que les Conventions de Genève étaient obsolètes et qu'elles devraient être écartées pour faire de la « guerre contre la terreur » un succès.
En revanche, pour Veuthey, la non-application des Conventions de Genève, impliquerait et de fait implique à chaque fois qu’elles sont mises de côté, parmi d’autres conséquences :
- la disparition de l’universalité des standards humanitaires, ratifiés pour pratiquement tous les pays et qui avaient caractère coutumier.
- que les états ignorent leur responsabilité qui consiste à assurer le respect de ces instruments.
- abandonner le principe de juridiction universelle quant à la poursuite d'infractions graves des Conventions et mettre en place plusieurs zones et niveaux de protection de la dignité humaine dans les conflits armés.
- perdre un important fondement commun pour maintenir un dialogue minimal et établir d’accords spéciaux dans des conflits non internationaux et avec des acteurs non étatiques
- la perte de la modération dans l’usage de la violence dans les conflits armés et l’augmentation des conditions de dégradation concernant la vie et les droits des personnes civiles.
- l’abandon d’un ensemble de lois antiterroristes.
- la perte des lois qui permettent le mouvement et le rapatriement des personnes déplacées ou internées et des réfugiés.
- la destruction de valeurs humanitaires amplement inscrites dans l’éthique, la tradition et l’honneur militaires universels.
- la mise en danger des garanties agréées de façon claire et universelle, sur la protection des combattants en cas de blessure, maladie, naufrage, et capture, et saper la probabilité que ses propres soldats reçoivent un statut et un traitement de prisonniers de guerre s’ils sont capturés.

Pour faire face à la crise qui comporte la non-application universelle actuelle des Conventions de Genève, Vauthey propose une meilleure implémentation de celles-ci en trois volets :
- Réaffirmer, dans un format simple et compréhensible, les fondations des Conventions de Genève à partir d’une déclaration des lois, des coutumes et des principes humanitaires fondamentaux à respecter dans les conflits armés.
- Entraîner, enseigner et éduquer les troupes, les milices, la police, les formateurs et même les sociétés privées dans les valeurs humanitaires fondamentales et dans des aspects fondamentaux sur l’usage de la violence
- Implémenter et renforcer les lois en vigueur les plus fondamentales à partir d’une meilleure application des mécanismes légaux en vigueur et d’autres remèdes face aux violations.

### Interventions pour la paix et la sécurité
« Depuis la chute du mur de Berlin, les opérations internationales de maintien de la paix où interviennent des casques bleus ou des forces régionales, se sont multipliées et développées à grande échelle dans plusieurs scénarios de guerre. Néanmoins, elles ont fait reculer en pratique, par rapport aux expectatives, la capacité de résolution des conflits et de soutien aux victimes car d’un côté elles n’ont servi ni pour réussir à imposer la paix même ponctuellement, ni pour faire respecter le droit de la guerre, ni enfin pour rendre la fonction humanitaire indépendante des intérêts des forces belligérantes ».
« La construction d’un nouvel ordre international implique-t-il la reconnaissance d’un droit et d’un devoir d’ingérence de la communauté internationale dans les affaires d’un État, dès lors que celui-ci viole délibérément les règles de la démocratie en portant gravement atteinte aux droits et aux libertés, soit de l’ensemble de ses propres citoyens, soit d’une minorité d’entre eux. De même, une ingérence de la communauté internationale peut être nécessaire dans un pays où l’État s’avère incapable de faire face à des exactions commises par une partie de la population. Il n’est pas admissible que la communauté internationale se retranche derrière le principe de non-ingérence pour assister passivement à une répression systématique exercée contre un peuple par une dictature militaire, ou à une guerre civile qui oppose deux fractions d’un même peuple ou deux peuples que les péripéties de l’histoire avaient rassemblés, à leur corps défendant, dans un même État ».
Parmi les types d’interventions possibles, le MAN cite les suivants :
- soutenir les médias qui permettent l’expression publique des opinions qui s’opposent à la propagande officielle qui, souvent fondée sur la discrimination et l’exclusion de l’autre, alimente les conflits et engendre la violence.
- l’imposition de sanctions économiques à un pays pour forcer ses dirigeants à modifier leur politique. L’exemple type de la sanction économique est l’embargo. Certes, les sanctions économiques prises à l’encontre d’un pays ne peuvent qu’accroître les difficultés, souvent déjà lourdes, rencontrées par les populations civiles. Il est donc souhaitable qu’elles soient prises en concertation avec les représentants des forces démocratiques du pays concerné. D’un autre côté il importe d’établir une distinction entre les sanctions commerciales et les sanctions financières. Chaque fois que cela sera possible, celles-ci devront être préférées à celles-là.
- l’intervention civile,  c’est-à-dire une intervention non armée, sur le terrain d’un conflit local, d’une mission extérieure, mandatée par une organisation intergouvernementale, gouvernementale ou non gouvernementale, venant accomplir des actions d’observation, d’information, d’interposition, de médiation et/ou de coopération en vue de prévenir ou faire cesser la violence et de créer les conditions d’une solution politique du conflit qui reconnaisse et garantisse les droits fondamentaux de chacune des parties en présence, et leur permette de définir les règles d’une coexistence pacifique.
- des missions d’observation : l’envoi d’observateurs mandatés par une autorité internationale, nationale ou non-gouvernementale. Les missions d’observation permettent tout d’abord de recueillir sur le terrain les informations les plus exactes possibles sur le déroulement des faits. Ces missions ne sauraient se retrancher derrière une position de neutralité politique. Il s’agit d’établir, avec la plus grande rigueur possible, les responsabilités exactes des uns et des autres dans la genèse du conflit. Il s’agit également de mettre en évidence les droits fondamentaux des différentes parties engagées dans le conflit, de répertorier les violations de ces droits, et de proposer des mesures concrètes à envisager pour que ces droits soient respectés et garantis. Ces missions sont donc en mesure d’informer précisément, d’une part, les instances politiques et diplomatiques (nationales et internationales) et, d’autre part, l’opinion publique internationale. De ce fait, elles peuvent remplir une fonction de dissuasion. Parce que les observateurs sont en mesure de faire aussitôt connaître les agissements des parties en présence, celles-ci peuvent hésiter à prendre l’initiative de violences, dès lors qu’elles savent qu’elles leur seront directement imputées et qu’elles viendront les discréditer.
- des missions de médiation : prolongation des missions d’observation, la médiation est l’intervention d’un tiers qui s’interpose entre les deux protagonistes d’un conflit en vue de les faire passer de l’adversité à la conversation, c’est-à-dire de les inciter à se tourner l’un vers l’autre pour se parler, s’écouter, se comprendre et, si possible, trouver un compromis qui ouvre la voie à la réconciliation.
- l’interposition non-violente : L’interposition est une méthode d’intervention directe non-violente qui consiste à assumer une présence sur le lieu d’un conflit auprès de ceux qui, luttant pour la reconnaissance de leurs droits, sont menacés par la violence de leurs adversaires. Cette présence continue veut exercer une dissuasion à l’égard des acteurs - qu’ils soient commandés par les pouvoirs publics ou commandités par d’autres pouvoirs - qui voudraient mener des exactions contre ces personnes.

Au niveau des propositions, Amnesty International a rédigé un programme en quinze points à intégrer à la définition même du mandat des « forces de paix » qui vise parmi d’autres l’engagement politique de la communauté internationale, l’introduction de clauses concernant les droits de l’homme dans les accords de paix, un contrôle effectif en matière de droits de l’homme et de suivi sur le terrain pour assurer la paix et la justice, le renforcement des observateurs internationaux, des mesures à long terme concernant le système judiciaire et l’éducation, la poursuite des criminels de guerre parmi d’autres.
Au niveau des expériences alternatives émanant de la société civile, il faut nommer tout d’abord les interventions civiles (voir aussi la définition plus haut). Par « intervention civile », l'IRNC entend « une intervention non armée de forces extérieures (mandatées ou non par une autorité internationale) s'engageant dans un conflit local ou régional pour accomplir, sur les lieux mêmes de l'affrontement, des missions d'observation, d'interposition et de médiation. Ces missions ont pour but de créer les conditions d'une solution politique du conflit qui reconnaisse et garantisse les droits fondamentaux de chacune des parties en présence et leur permettre de définir les règles d'une coexistence démocratique ».
Exemple d’intervention civile, depuis des années, les Brigades de paix internationales (BPI) expérimentent une forme d'interposition non-violente, notamment au Salvador et au Guatemala, en assurant un accompagnement protecteur des personnes directement exposées aux représailles des forces de répression.
Le pari d'une intervention civile repose sur l'idée qu'elle peut dissuader les parties engagées dans un conflit de mener la politique du pire qui les amènerait dans une impasse. Le fait d'annoncer clairement que les forces engagées dans une telle mission n'auront recours qu'à des méthodes non-violentes a son importance car cela contribue à neutraliser les réactions de rejet suscitées par une ingérence étrangère, et faciliter la mise en œuvre d'une médiation. L'expérience montre que toute mission d'interposition non-violente n'a de sens et d'efficacité que si elle est accompagnée d'une mission de médiation. Celle-ci consiste à prendre contact avec tous les interlocuteurs de la société civile qui s'opposent à la logique de guerre afin d'élargir le plus possible l'espace des négociations.
Les interventions humanitaires - Parmi les interventions pour la sécurité, les interventions humanitaires qui ont atteint leurs objectifs ont été saluées, au long des guerres récentes (années 1990 et 2000), en tant que dernier ressort pour donner satisfaction aux besoins plus élémentaires des populations prises au milieu de ces conflits. En revanche, en même temps ces interventions ont été largement critiquées car elles ont, été surtout profitables aux forces belligérantes ou aux états et forces tierces qui tirent parti de cet humanitaire-alibi qui cache l’inaction ou l’absence d’un véritable engagement pour la paix.
Ainsi, par exemple, parmi les « effets pervers de l’action de solidarité internationale » on compte, selon Ateliers du Sud et al. la récupération politique, les effets néfastes sur l’environnement, l’amateurisme et la survalorisation. En ce qui concerne la récupération, sur le terrain, « les ONG peuvent être l'objet de manipulations. Ainsi, en Yougoslavie, certains représentants d'organisations humanitaires se sont retrouvés non seulement otages des Serbes, mais aussi du gouvernement français qui les a inscrits dans diverses tractations destinées à servir, finalement, des objectifs électoraux. Au Cambodge, en travaillant dans les camps de réfugiés installés à la frontière thaïlandaise, les ONG ont été les instruments d'une politique menée conjointement par les Thaïlandais, les Américains et les Chinois, en vertu de leur opposition aux Russes et aux Vietnamiens, pour maintenir ces camps. Dans le conflit rwandais, elles ont conforté dans leur position des miliciens et des membres des FAR qui tenaient les populations en otage dans les camps de réfugiés ; elles ont ainsi contribué à la reconstruction d'une situation conflictuelle. Au Zaïre, elles ont fourni involontairement des moyens de locomotion à l'armée zaïroise : les camions partis à Kissangani pour convoyer l'aide sont revenus avec à leur bord les soldats en déroute (…) »
« La tâche proposée à ceux qui veulent intervenir pour établir la paix dans le monde est gigantesque ; elle est disproportionnée par rapport aux moyens dont ils disposent effectivement. Pour la mener à bien, il faudrait que la communauté internationale se mobilise. Mais, pour une large part, la « communauté internationale » est une fiction. Ce sont en réalité les États-nations qui détiennent la réalité des pouvoirs de décisions et d’action. Et ce n’est pas la fidélité aux valeurs proclamées par la Déclaration universelle des droits de l’Homme qui est la motivation première des États, mais la considération de leurs intérêts particuliers (…) Dans ces conditions, il appartient aux citoyens de se mobiliser eux-mêmes pour infléchir la politique des États. Mais si le ressort de la mobilisation des opinions publiques n’est que l’émotion ressentie devant les images insoutenables relayées complaisamment par les médias, cela risque fort d’induire des effets pervers. Car, alors, les gouvernements se soucieront avant tout de « calmer » les opinions publiques en décidant d’intervenir dans le seul but d’intervenir. Le plus probable, dans ce cas, est qu’ils décideront une intervention militaro-humanitaire sans faire montre d’une réelle volonté politique ».
« L'humanitaire n'a de sens qu'en sortant les victimes de leur statut de victime, en créant les conditions d'une reconnaissance mutuelle et d'une réciprocité, et un cadre national et international susceptible de transformer la victime en égal, au sein d'une communauté mondiale. (…) L'action humanitaire peut donc se concevoir comme un terrain d'action où s'inventent des formes inédites de respect de la dignité humaine. Loin de la seule action dans l'urgence, l'humanitaire, se doublant d'un travail sur les droits de l'homme, peut retrouver sa vraie dimension politique. Au sens où les individus, et les victimes deviennent des sujets ».

### Le rôle des Nations unies et d’autres acteurs internationaux
La Charte des Nations unies est ambitieuse concernant la résolution des conflits. Si le chapitre VI trace des pistes pour un règlement paciﬁque, le chapitre VII évoque les conditions et les moyens d’actions coercitives en cas de rupture de la paix ou d’acte d’agression.
L’ONU va néanmoins faire son apprentissage de mise en pratique de ces principes, dans le contexte du condominium planétaire implicitement établi par les États-Unis et l’Union soviétique, premiers détenteurs de l’arme nucléaire, lors de la guerre froide. En conséquence, les engagements de l’ONU pour la paix seront de ce fait limités aux « interstices » que voudront bien lui laisser les deux grands, c’est-à-dire là où leurs intérêts ne sont pas directement impliqués.
Après 1989 l’ONU n’aura pas le temps de conduire la réforme profonde qui lui aurait permis de faire face à la nouvelle donne mondiale. Elle va se trouver brutalement engagée dans les conflits de Yougoslavie, de Somalie, du Rwanda, totalement nouveaux pour elle. Il ne s’agit plus, en effet, de guerres entre États, qui relèvent de sa vocation, mais de conflits intra-étatiques, c’est-à-dire de guerres civiles ou d’actions répressives de gouvernements contre une partie de leur propre population. En outre, ces opérations sont le plus souvent décidées et engagées dans l’urgence, sans cessez-le-feu préalablement signés ni accords politiques ouvrant des perspectives de paix, comme c’était jusque-là le cas. Ainsi, dans son errance entre sa philosophie du consensus et les exigences de l’action de force, dont elle ne veut pas se donner les moyens, l’ONU va d’échec en échec. Elle se retire sans gloire du Rwanda, en plein massacre. Elle laisse la Somalie à son chaos, après que les États-Unis ont abandonné le champ de bataille après leurs premières pertes militaires. Elle quitte subrepticement la Bosnie en passant le relais à l’OTAN lorsque les combats ont cessé.
La communauté internationale veut-elle se donner les moyens d’une réaction immédiate et efficace aux crimes de guerre, aux crimes contre l’humanité, aux génocides commis contre des populations innocentes ? Si la réponse n’est pas claire, elle est implicite et négative : l’ONU doit se doter d’une armée permanente ou une force de police, conçues pour intervenir sur le terrain et éviter des catastrophes comme en Srebrenica, Kigali, Vukovar ? Pour Cot, la philosophie onusienne conduit, depuis toujours, au refus de se donner une telle capacité militaire minimum permanente. Au lieu de ça, on préfère s’orienter vers des appels à des « coalitions d’États volontaires ». Mais celles-ci ont répondu récemment seulement aux intérêts de l’empire américain.
La réforme des Nations unies,  notamment concernant sa capacité opérationnelle d’intervention, est abordée par Cot, qui propose les points fondamentaux suivants :
- Doter le Conseil de sécurité de moyens propres d’évaluation et de contrôle des opérations onusiennes, par la mise en place d’un comité militaire consultatif.
- Faire du département des opérations de la paix de l’ONU un véritable état-major opérationnel.
- Doter le secrétariat d’un officier général de haut rang, adjoint militaire du secrétaire général, commandant en chef désigné des casques bleus, correspondant privilégié du comité militaire consultatif auprès du Conseil de sécurité.
- Au service de ce haut responsable militaire, il faut aussi un département des opérations de la paix organisé comme un état-major militaire. Il ferait tout ce que fait un état-major digne de ce nom : recueillir et traiter en temps réel l’information venant de tous les points chauds de la planète ; en présenter la synthèse, avec la gamme des réactions possibles ; mettre sous la forme d’ordres les décisions prises et les diffuser ; enfin en contrôler l’exécution, en permanence.
- Créer une force capable d’imposer l’arrêt des combats à des belligérants qui n’y sont pas prêts ou de faire cesser des comportements inacceptables, y compris l’agression d’un pouvoir contre une partie de sa propre population. Une force modeste pour intervenir dans la « zone grise » entre le maintien de la paix classique, domaine des casques bleus, et l’imposition de la paix par la force.

Le rôle des Alliances militaires - La sécurité collective et l’intégration régionale sont considérées depuis plusieurs siècles comme les deux seules alternatives viables au système d’équilibre des puissances. Quelles sont les conditions de la sécurité régionale ?
La régionalisation est l’un des phénomènes qui font partie du processus complexe de mondialisation qui se développe pendant les dernières décennies et qui est en train de bouleverser à jamais le sens des souverainetés étatiques pour le meilleur et pour le pire. C’est ainsi qu’on assiste à la pacification de certaines régions tel qu’est le cas à partir des années 1980 et 90 en Asie du Sud-est, mais en même temps à l’aggravation des conflits au Moyen-Orient. Concernant la consolidation d'une culture de la paix dans une période de temps plus large, le processus européen de règlement de différends régionaux via l’équilibrage des intérêts, l’aide solidaire au développement régional, l’intégration, l’instauration de l’état de droit, etc. peut être considéré exemplaire. On peut citer aussi l'exemple de la Communauté des États indépendants (CEI), même s'il y restent des conflits non pleinement résolus comme c'est le cas en Géorgie et en Tchétchénie.
Au-delà des différences et particularités de chaque cas on peut penser à plusieurs éléments importants pour l’élaboration de feuilles de route pour la pacification régionale, tels que :
- Groupes régionaux de négociation pour la paix (tels que le Groupe de Contadora).
- Des fonds internationaux de coopération pour le désarmement avec de systèmes de cotisation des plus riches et rétribution des plus pauvres (bonus - malus) proportionnels à la réduction ou pas des budgets militaires.
- Reconversion des industries d’armement.
- Veille du commerce d’armes, soumis à un contrôle parlementaire et publique.
- Réduction du nombre d’armes offensives dans la région et limitation des manœuvres et du déploiement des armées.
- Transformer les forces d’intervention rapide en forces non-offensives d’interposition.
- Notification de certaines activités militaires.
- L’accompagnement avec d’autres mesures non militaires (économiques, de démocratisation, de rapprochement culturel, etc.) de rapprochement entre les pays de la région.

L'apparition des acteurs non-étatiques
Dans l’ère de communication et de gouvernance globale que nous vivons, donnant à nos sociétés de plus en plus interconnectées la possibilité de s’ingérer directement dans les affaires politiques et des relations internationales, le rôle des associations civiques et des Alliances citoyennes est appelé à s’accroitre.
Parmi elles, le réseau informel soutenu par la FPH, l' « Alliance Internationale de Militaires pour la Paix et la Sécurité » est un espace « d’expression et d’échange d’idées et de positions sur les sujets les plus divers influant sur la sécurité et la stabilité » dont l’objectif est de « mener une réflexion sur les questions de sécurité et de défense, ainsi que sur les moyens de faire la promotion d’une « Conscience de Défense et de Sécurité » auprès des citoyens qui leur permet de mieux comprendre les risques et les chances inhérents aux relations internationales dans un monde qui se globalise et de participer activement à la définition des conditions pour assurer la stabilité de ces relations et la paix. »
De plus, son action vise à promouvoir une certaine idée des fondements éthiques de l’exercice du métier des armes et de la relation entre militaires et civils dans des sociétés démocratiques ou en voie de démocratisation.
À travers son réseau et ses manifestations, l’ « Alliance des militaires » veut non seulement influencer sur l’acception, par l’opinion publique, du nouveau rôle des militaires dans le maintien de la paix internationale et dans la gestion des défis de sécurité et des crises multiformes. Elle compte aussi peser sur les décisions et évolutions au sein des organisations militaires tant au niveau national (forces armées en transformation) qu’au niveau international (ONU, OTAN, Union européenne, autres alliances militaires régionales), notamment sur la politique d’information et sur les fondements philosophiques de l’instruction et du comportement des militaires dans l’engagement.
L’idée de « réseau » et le processus « échelonné » de construction à travers l’organisation de rencontres avec des homologues d’autres pays convient le mieux pour décrire cette initiative qui n'entre pas dans un cadre purement professionnel.
Certaines associations coopérant avec l’ « Alliance des militaires » sont à l’origine d’une Charte pour la promotion d’une « Conscience européenne de sécurité et de défense (CESD) ». Dans ce document, destiné à l’opinion publique générale, sont formulés les objectifs, les tâches, les conditions d’adhésion et la mise en œuvre d’une coopération militaire renforcée au niveau européen. L’un des buts fondamentaux est la promotion de la Politique Européenne de Sécurité et de Défense (PESD) auprès d’un large public, sans pour autant vouloir remettre en cause le partenariat transatlantique et les fonctions des Nations unies. Dans les domaines de la sécurité et de la défense, les actions des gouvernements nationaux et des institutions européennes doivent aller de pair avec l’adhésion des citoyens d’Europe.

## Organisation, évolution et contrôle démocratique des armées

### Rôle de l’armée dans la société en temps de paix
Les forces armées sont parfois considérées comme conservatrices, voire réactionnaires, ou pire, comme des instruments anti-démocratiques servant la cause de la dictature. Fondée sur la hiérarchie et la discipline, l’institution militaire doit, a fortiori, (se) préparer (à) la guerre. Au contraire, la démocratie a priori réfractaire aux actions belliqueuses, promeut le respect de l’égalité et la liberté individuelle. Pourquoi et comment l’armée et la démocratie peuvent –et doivent– vivre ensemble ? C’est l’une des questions fondamentales auxquelles sont confrontées les démocraties aujourd’hui. Exemple : en Colombie, il y a tout un travail de reconstruction de la confiance en l’institution militaire qui doit accompagner celui de réorganisation de l’armée sous la loi et la démocratie, une armée qu'on accuse de corruption, à qui on reproche de s’allier aux trafiquants de la drogue, et qui face à la méfiance des civils est devenue malgré elle un État militaire dans l’État.
Si on leur donne trop de pouvoir, les militaires normalement n’y renoncent pas, d’où que l’influence militaire augmente au-delà de son espace naturel et que sa fonction soit déplacée de la protection vers la tyrannie. C’est pour que la loyauté vers l’État devienne fondamentale (…) On reconnaît ce principe sur le nom de « contrôle civil des services militaires »,.
Le rapport de la Commission de Venise (pour la démocratie à travers le droit) fait un état des lieux des institutions nationales et internationales, dont leurs membres sont élus directement ou non, qui peuvent et doivent exercer un contrôle démocratique des forces armées. Ce contrôle concerne des questions comme les dépenses militaires, le budget de la défense et la nomination des chefs militaires, mais aussi des questions qui concernent le nouveau rôle des forces armées, aux plans national et international.

### Reconversion, désarmement
Il existe plusieurs initiatives de la société civile pour la limitation et la reconversion des armements notamment dans les pays en période de post-guerre mais aussi dans des pays qui n’ont pas connu la guerre depuis longtemps. On peut citer des expériences au Québec, et aux États-Unis. Il existe aussi des critiques plus ambitieuses mais peu probables de réalisation à court terme, qui s’attaquent aux sources du problème de la prolifération des armements.
La reconversion est un processus complexe qui affronte plusieurs obstacles : sur les forces armées (réduction du personnel militaire ; fermeture des bases…) ainsi que sur l’économie (perte d’emplois, fermeture d’usines, perte de marchés, coût de la conversion…). En conséquence, un programme de reconversion doit répondre à cette complexité en envisageant un programme pour une vraie « économie de la paix ».
Dans le cadre d’une réflexion globale sur la reconversion, Richard Petris a élaboré quelques propositions directrices possibles pour une transition intégrale vers une société pacifique :
1. Un plan programme pour la reconversion : qui soit le premier instrument d’une politique publique d’investissement, indispensable pour orienter les choix de substitution.
2. Une recherche développement plus pacifique : au moyen de la création de comités d’éthique ; de la limitation des possibilités de vente des brevets « sensibles » ; de l’incitation à concevoir des instruments d’alerte, voire à élaborer des stratégies de sécurité, à plusieurs niveaux.
3. Une sécurité collective, avec la traduction en actes de plusieurs concepts nouveaux tels que la limitation de forces à un niveau de stricte suffisance ; la prévention, la prévision et la gestion des crises ; la sécurité globale, qui ne peut ignorer la nécessité d’une répartition plus équitable des richesses.
4. Une politique de grands chantiers qui associerait préoccupation pour l’emploi et réponses aux grands besoins d’équipement ou de réhabilitation de l’environnement.
5. Éducation et formation pour la paix, avec des recherches sur la paix qui se traduisent en conclusions opérationnelles, voire débouchent sur des propositions « normatives ».

Au niveau des articulations entre acteurs, il existe des efforts de coordination pour mettre en place une sorte d’internationale du personnel de l'industrie d'armement pour partager les problèmes et rechercher des solutions communes à la question de la reconversion. Cette initiative a également clairement fait appel à d'autres contributions, scientifiques, politiques, etc..
Des processus et des propositions pour le désarmement
Le désarmement dans les pays industrialisés - « Depuis la chute du mur de Berlin, les programmes sont parfois réduits, parfois même abandonnés. C'est en partie une question de taille des organisations commerciales et militaires, et en partie une question d'inertie. D'autre part, le poids des fabricants, la crainte du chômage, les résistances des militaires y sont aussi pour quelque chose.
Le désarmement dans les pays en voie de développement - La réduction des dépenses militaires dans ces pays (dont les plus pauvres du globe) est encore plus lente que dans les pays industrialisés. Leurs arguments sont généralement la dissuasion face à leurs voisins et le rôle économique important joué par l'armée. Cependant, les risques de décès dans ces pays sont plus de 30 fois supérieurs par malnutrition ou par épidémie que par agression de la part d'un pays voisin. (…) Les dépenses d'armement privent le développement humain de précieuses ressources. Cette situation est en partie imputable aux pays industrialisés, qui n'ont pas encore mis fin à leur aide militaire ou à leurs exportations d'armes ».
L'avenir du désarmement dans le monde - La chute du mur de Berlin a en fait dévoilé beaucoup de conflits. Tout progrès vers le désarmement exigera à l'évidence une coopération plus étroite entre pays industrialisés et pays en développement. Une telle avancée supposerait la mise en œuvre des mesures suivantes :
- Créer des forums pour le désarmement : en particulier par l'intermédiaire des organisations existantes (OUA, ASEAN, etc.), il serait temps d'intégrer des discussions diplomatiques à l'exemple de l'accord de Tegucigalpa en 1991 pour l'Amérique centrale. Les Nations unies pourraient aussi intervenir plus activement dans le désarmement du Tiers Monde.
- Désamorcer les tensions dans le monde : l'exemple des règlements pacifiques en cours en Amérique centrale ou en Afrique du Sud, montrent que des médiations efficaces sont possibles. Les grandes puissances doivent s'engager plus dans cette voie, en passant par l'intermédiaire du forum des Nations unies.
- Supprimer graduellement l'aide militaire : cette aide a déjà considérablement diminué. Cependant, les ventes d'armes légères se poursuivent au même rythme. En plus d'alimenter la course aux armements à l'échelle régionale, elle implique d'importantes dépenses annexes en entretien et infrastructures, de vastes possibilités de corruption, et un fort endettement. Il serait souhaitable de parvenir à un accord international en vue de supprimer toute aide militaire en l'espace, par exemple, de trois ans.
- Mieux réglementer le commerce des armes : les cinq premiers exportateurs d'armes (tous membres permanents du Conseil de sécurité) contrôlent 86 % du marché des armes conventionnelles destinées au pays en voie de développement dont certains sont parmi les pays les plus pauvres du monde, notamment l'Afghanistan, l'Inde et le Pakistan. Il est aussi regrettable que, durant les dix dernières années, 40 % des exportations d'armes lourdes conventionnelles aient été expédiées vers les points les plus chauds du globe. Les Nations unies pourraient instaurer un mécanisme permettant : de tenir à jour une liste des armes et technologies sophistiquées interdites à l'exportation, d'améliorer le Registre des armements, de réglementer et d'éliminer le recours à des subventions explicites ou occultes à l'exportation d'armements, de taxer les ventes d'armes pour financer le maintien de la paix.
- Définir les termes d'un nouveau dialogue sur la politique d'aide : de nombreux pays ou organismes donateurs redoutent que leur aide serve à acheter des armes. Pourtant, aucune politique cohérente et coordination internationale n'a encore été définie.
- Convenir de critères de médiation des Nations unies en cas de conflits internes aux pays : récemment, les Nations unies ont été amenées à intervenir dans des conflits internes ; ce qui soulève des questions délicates de souveraineté. Un réexamen et un élargissement du chapitre VII de la Charte des Nations unies pourrait être nécessaire.
- Imaginer des systèmes d'information plus efficaces : les lacunes restent considérables en ce qui concerne l'information sur les dépenses militaires, les expéditions d'armes, la production d'armes, l'aide militaire, les subventions aux exportations d'armes, les bases militaires et les dettes militaires.

Les dividendes de la paix - Réduire les dépenses militaires ne représente que la moitié du chemin à parcourir. L'autre moitié consiste à consacrer entièrement les ressources économisées au développement humain. De 1987 à 1994, la majorité de ces économies paraît avoir été consacrée à la réduction des déficits budgétaires et au financement de dépenses étrangères au développement. La première tâche consiste donc à isoler ces dividendes dans un poste spécial des budgets nationaux. Ces fonds pourraient servir à la réduction des déficits publics, au financement des coûts de la reconversion militaire, et aux investissements dans le développement humain à l'intérieur et à l'étranger. Ces fonds nationaux pourraient être complétés par un fonds mondial de démilitarisation, comme l'a suggéré le Prix Nobel de la Paix (1987), Oscar Arias.

## Autres

### Enseignement de l’éthique et codes militaires
Dans l’enseignement de l’éthique militaire aux soldats, certains auteurs proposent le remplacement, lorsqu’on dispose du temps nécessaire, de la simple explication et distribution des codes éthiques, par le développement collectif d’une « pensée critique » qui aide à compléter les manques et erreurs possibles des codes, et à développer une conscience réflexive dans le soldat qui lui permet réagir de façon autonome conformément à une morale. Cette pensée critique seulement peut être développée à partir d’une éducation civique et politique, qui pour certains n'est pas assez présente dans les services militaires des nations occidentales. Elle doit répondre aux questions fondamentales du type pourquoi être dans l’armée et pourquoi lutter ? et présenter les différents réponses de façon impartiale.
Allemagne -  Ayant impliqué le monde dans des guerres successives et totales, portant le lourd héritage de l’holocauste… le peuple allemand a été profondément traumatisé par les conséquences de l’utilisation outrancière de la force et les abus opérés par les nazis contre les forces armées.
C’est pourquoi, après un passage de dix années d’occupation et de contrôle allié où le « ne plus jamais » était devenu la conviction générale du peuple allemand, les fondateurs des forces fédérales nouvelles (la Bundeswehr) sont partis, au moment du réarmement, du principe qu'une alliance entre l'idée démocratique et la nécessité militaire était nécessaire et possible.
Concept de l’ « Innere Führung » et Centre Innere Führung - À cette fin, « il leur fallait développer un concept permettant d'appliquer les principes fondamentaux de l'État de droit démocratique à des forces armées qui devaient être efficaces et prêtes à l'engagement. »
L'éducation politique - « L'exemple personnel est la meilleure façon d'enseigner aux subordonnés les valeurs politiques et sociales reconnues. Une éducation politique bien visée y ajoute une idée concrète de l'ordre constitutionnel libéral et démocratique de notre pays ; elle aide les jeunes citoyens en uniforme à saisir le sens et la nécessité du service au profit de la paix et de la liberté ».
Citoyens en uniforme - « L'éducation politique vise aussi à encourager les militaires à profiter activement de leurs droits de citoyen. La liberté syndicale, le droit de vote et l'éligibilité sont autant de droits civiques garantis. Beaucoup de militaires en font usage et participent au façonnement de la société en exerçant des mandats à tous les niveaux de la vie politique. Dans la mesure où un engagement militaire l'exige, l'exercice d'un mandat communal peut exceptionnellement faire l'objet d'une réduction temporaire ».
Canada - Les principes fondamentaux de l'éthique militaire canadienne ont été formulées dans un "Énoncé d'éthique de la défense" fondé sur trois principes :
- Respecter la dignité de toute personne
- Servir le Canada avant soi-même
- Obéir à l'autorité légale et l'appuyer

France - Les soldats français participent, pendant la formation militaire, à des réflexions sur l'éthique militaire. Un des principaux supports de cette réflexion est le « Code du soldat » :
- Au service de la France, le soldat lui est entièrement dévoué, en tout temps et en tout lieu.
- Il accomplit sa mission avec la volonté de gagner et de vaincre, si nécessaire au péril de sa vie.
- Maître de sa force, il respecte l’adversaire et veille à épargner les populations.
- Il obéit aux ordres, dans le respect des lois, des coutumes de la guerre et des conventions internationales.
- Il fait preuve d’initiative et s’adapte en toutes circonstances.
- Soldat professionnel, il entretient ses capacités intellectuelles et physiques, et développe sa compétence et sa force morale.
- Membre d’une équipe solidaire et fraternelle, il agit avec honneur, franchise et loyauté.
- Attentif aux autres et déterminé à surmonter les difficultés, il œuvre pour la cohésion et le dynamisme de son unité.
- Il est ouvert sur le monde et la société, et en respecte les différences.
- Il s’exprime avec réserve pour ne pas porter atteinte à la neutralité des armées en matière philosophique, politique et religieuse.
- Fier de son engagement, il est, toujours et partout, un ambassadeur de son régiment, de l'armée de terre et de la France.

L'éthique militaire dans les textes officiels et les publications du gouvernement français :
- L'exercice du métier des armes (Fondements et principes), état-major de l'armée de terre, 1999 (PDF, 72 ko).
- La complexité des missions de l'armée et sur l'éthique et le sens de la responsabilités nécessaires aux militaires dans l'action, Déclaration de Michèle Alliot-Marie, ministre de la défense, à Coëtquidan le 25 novembre 2005.

### Moyens des recours
Allemagne
Commissaire parlementaire aux forces armées
Le Commissaire parlementaire aux forces armées jouit d'un statut de droit public conformément à la loi sur le Commissaire parlementaire aux forces armées. Son statut juridique peut être comparé à celui du secrétaire d'État parlementaire.
Durant l'exercice de son mandat, le Commissaire parlementaire aux forces armées ne peut exercer nulle autre fonction rémunérée, nulle activité commerciale, industrielle et professionnelle, ni détenir de mandat politique.
Le Commissaire parlementaire aux forces armées est élu par le Bundestag au scrutin secret sans débat préalable. Les candidats peuvent être proposés par la commission de la défense ou par les différents groupes parlementaires. Est élu le candidat qui remporte la majorité des voix des membres du Bundestag.
Est éligible en qualité de Commissaire parlementaire aux forces armées, tout(e) Allemand(e) âgée(e) de 35 ans révolus. Des connaissances de la vie militaire acquises comme soldat ne sont pas un préalable à cette fonction.
Le Commissaire parlementaire aux forces armées est nommé par le Président du Bundestag allemand.
Le Commissaire parlementaire aux forces armées est élu pour une durée de cinq ans, soit une année de plus que la durée de la législature du parlement. Ceci permet de garantir son indépendance en cas de changement de majorité parlementaire à la suite des élections. La réélection est possible autant de fois que le candidat souhaite se présenter.
Mandat confié par la loi
En exécution de son mandat fixé par la Loi fondamentale, le Commissaire parlementaire aux forces armées est tenu d'assurer "la sauvegarde des droits fondamentaux et d'aider le Bundestag dans l'exercice du contrôle parlementaire des forces armées". La Loi sur le Commissaire parlementaire aux forces armées définit en détail les modalités de sa fonction.
La mission du Commissaire parlementaire aux forces armées est définie par la loi sur le commissaire aux forces armées selon laquelle celui-ci est tenu d'agir
- à la demande du Bundestag ou de la commission de la défense pour vérifier certains faits (al. 2 – domaine de compétence lié aux instructions reçues)
- ou, après appréciation conformément à ses obligations, lorsque des faits sont portés à sa connaissance dont il y a lieu de conclure à une violation de droits fondamentaux des soldats ou de principe de la Innere Führung

« Son pouvoir de contrôle s'étend à toutes les institutions gouvernementales et administratives compétentes en matière de défense militaire du territoire, en premier lieu donc au ministre fédéral de la Défense et son domaine de compétence ».
Droits fondamentaux des soldats
Il s'agit des droits fondamentaux du citoyen garantis par la Loi fondamentale. Le soldat est placé dans une hiérarchie régie par le principe de l'obéissance aux ordres et caractérisée par l'antagonisme entre la liberté individuelle et les autres droits du soldat, d'une part, et les exigences militaires particulières, d'autre part. Le soldat, qu'il soit appelé, engagé ou militaire de carrière, jouit des mêmes droits et libertés que les autres citoyens. II demeure donc citoyen, un citoyen en uniforme.
Les droits fondamentaux peuvent subir des restrictions conformément à des dispositions constitutionnelles, pour autant cependant qu'elles soient imposées par les nécessités incontournables du service, qui doivent être définies par la loi. Le soldat continue de jouir entre autres des droits suivants :
- droit intangible au respect et à la protection de la dignité humaine. Le soldat ne doit donc pas être l'objet, au cours d'une instruction sévère par exemple, d'un traitement humiliant ou dégradant ;
- droit fondamental à la liberté d'expression. Cette liberté d'expression du soldat ne souffre de restriction que si la capacité opérationnelle des forces armées le requiert. En tant qu'objet de protection légale ancré dans la Constitution, elle prime la liberté d'expression de l'individu. En dehors de son service, le soldat est libre de s'engager activement dans un parti politique par exemple ;
- droit fondamental à la protection juridique en cas de violation de ses droits par l'autorité publique. Dans ce cas, comme tout autre citoyen, il a le droit de recourir à la voie judiciaire.

Le Commissaire parlementaire aux forces armées, instance de pétition des soldats
Tout soldat a le droit de s'adresser personnellement et directement, sans passer par la voie hiérarchique, au Commissaire parlementaire aux forces armées. Le soldat qui exerce son droit de pétition peut lui soumettre, sans avoir de délai à respecter, tout ce qui, selon son appréciation personnelle, lui semble constituer un abus ou traitement injuste.
Tous les soldats sont informés sur les tâches et pouvoirs du Commissaire parlementaire au début de l'instruction de base et à nouveau après mutation dans leur corps de troupe.
Le soldat ne doit subir aucun préjudice sur le plan du service ni faire l'objet d'aucune mesure disciplinaire pour avoir saisi le Commissaire parlementaire aux forces armées. II jouit de la protection du droit de pétition. II va de soi que ce droit ne s'applique pas en cas d'allégations volontairement fausses, injurieuses ou calomnieuses, cas dans lequel toute la responsabilité disciplinaire et pénale incombe au requérant.